# لحلاح فارسي
اللحلاح الفارسي (باللاتينية: Colchicum persicum) نوع نباتي يتبع جنس اللحلاح من الفصيلة اللحلاحية.

## الموئل والانتشار
موطنه بلاد الشام وتركيا وإيران.

## الوصف النباتي
النبات عشبي معمر. النبات سام كبقية أنواع اللحلاح.

## مرادفات للاسم العلمي
- (باللاتينية: Colchicum gol-hassrat Parsa, des. inval.)
- (باللاتينية: Colchicum halophilum Freyn & Bornm.)
- (باللاتينية: Colchicum haussknechtii Boiss.)